# 菊池豊三郎

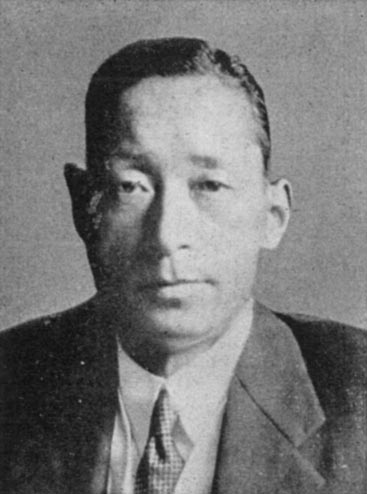
菊池豊三郎

菊池 豊三郎（きくち とよさぶろう、1892年（明治25年）10月6日 - 1971年（昭和46年）5月31日）は、日本の文部官僚。文部次官を経て、横浜市立大学学長、日本教育テレビ（現テレビ朝日）取締役。

## 人物・経歴
愛知県出身。1916年東京帝国大学法科大学政治科卒業。1919年文部省入省。1940年教学局長官。同年文部次官。1944年退官。1953年横浜市立大学学長。1957年退任。1958年日本教育テレビ取締役。1960年日本教育テレビ監査役。1964年退任。
義父に早稲田大学教授であった菊池晩香がいる（豊三郎は養子）。